# Велосипедний дзвінок

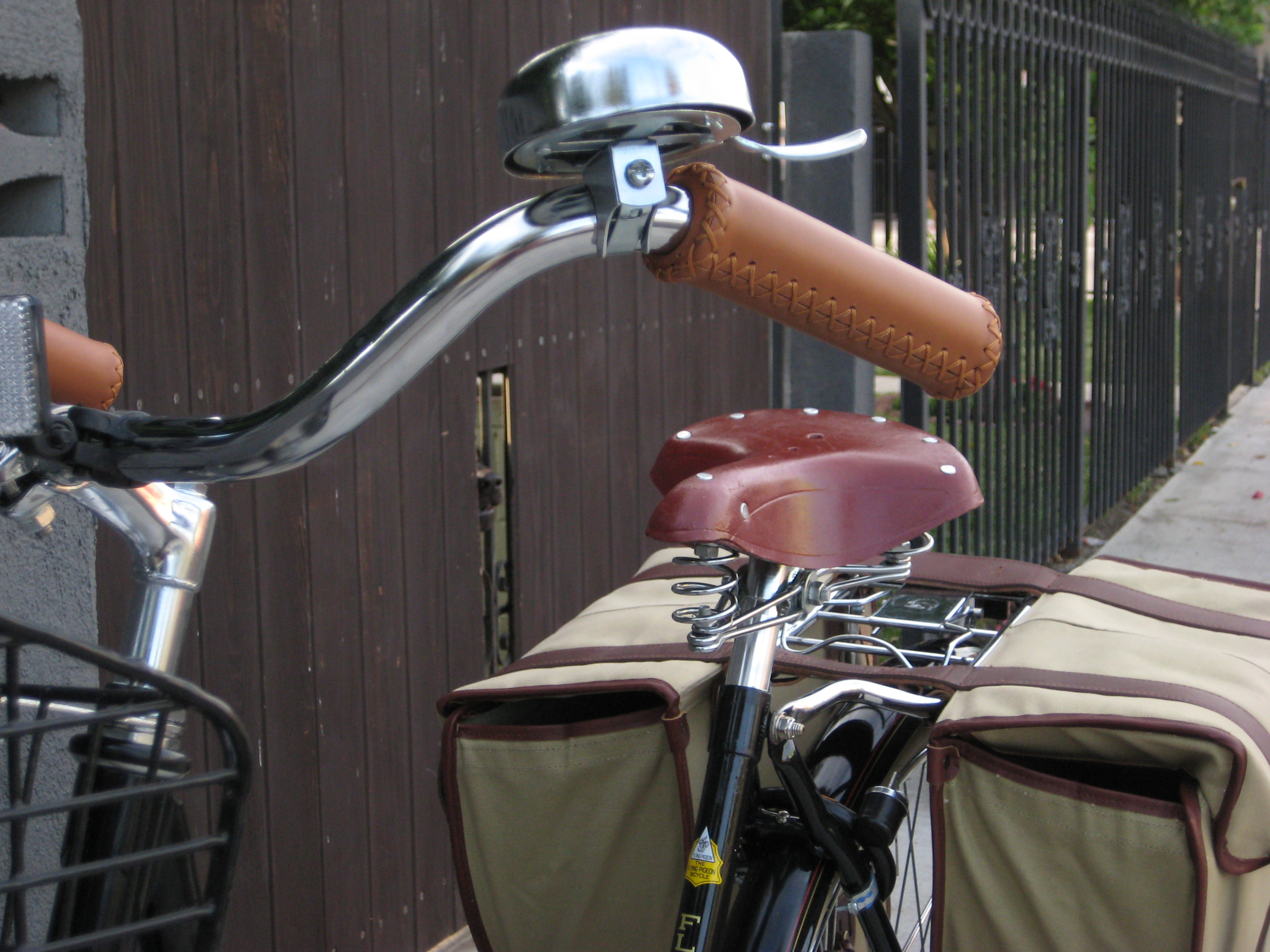
Класичний дзвоник

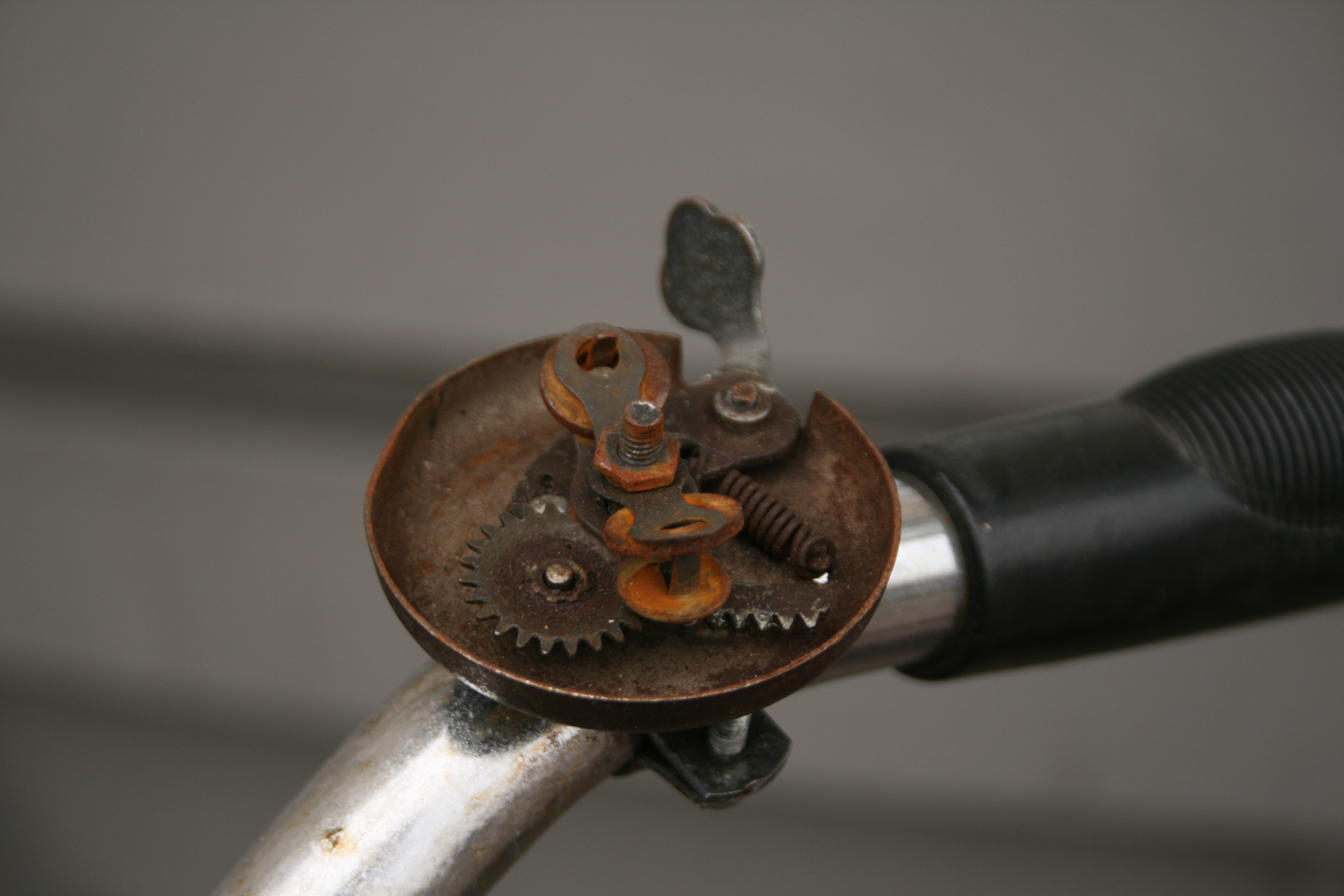
Класичний дзвоник зі знятим корпусом

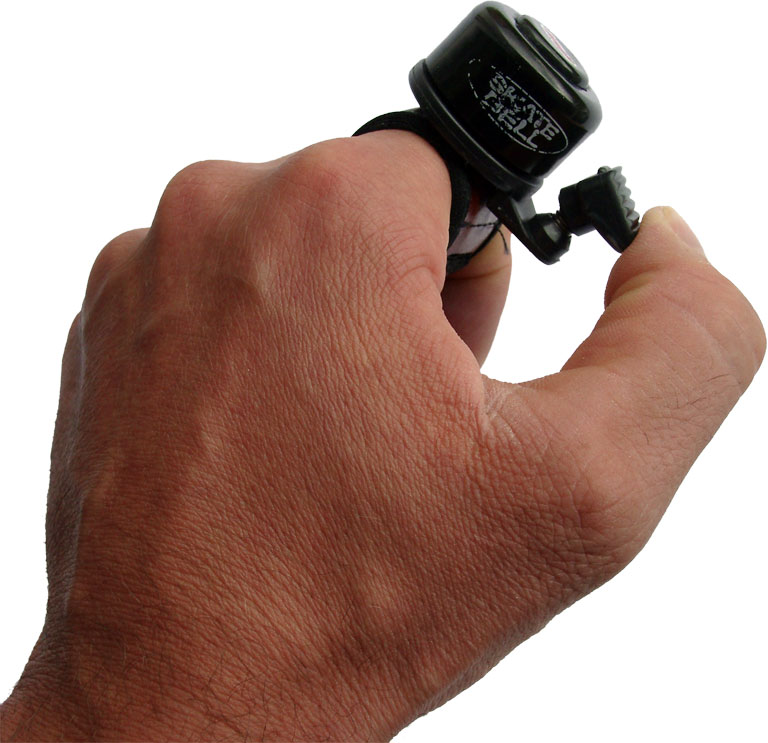

Велосипедний дзвінок — засіб сигналізації, що встановлюється на велосипеді для попередження пішоходів і інших велосипедистів. Як правило, монтується на кермі і активується великим або вказівним пальцем.
Був винайдений John Richard Dedicoat, запатентований в 1877. Найпоширеніша конструкція включає важіль, який призводить до швидкого обертання металевих дисків всередині корпусу дзвоника, які при обертанні викликають дзвін корпусу. В більш простій конструкції важіль з'єднаний з молоточком, який вдаряється об корпус при відтягуванні та відпусканні важеля.

## Вимоги
Правила дорожнього руху України містять вимогу щодо оснащення велосипеда звуковим сигналом: «Велосипедист має право керувати велосипедом, який обладнаний звуковим сигналом…» (Пункт 6.2 ПДР). Забороняється керувати велосипедом з несправним звуковим сигналом.